# Sydney (película)
Sydney, también conocida como Hard Eight, es una película de 1996 escrita y dirigida por Paul Thomas Anderson y protagonizada por Philip Baker Hall, John C. Reilly, Gwyneth Paltrow y Samuel L. Jackson. También aparecen Robert Ridgely, Philip Seymour Hoffman y Melora Walters. Titulada originalmente Hard Eight, es el primer largometraje de Anderson; sus siguientes películas también contarían con las actuaciones de Hall, Reilly, Ridgely, Hoffman y Walters.

## Argumento
Sydney (Philip Baker Hall), un jugador sexagenario, encuentra a un joven, John (John C. Reilly), sentado tristemente afuera de un restaurante en la carretera en Nevada y le ofrece darle un cigarrillo y comprar una taza de café. Sydney se entera de que John está tratando de encontrar $ 6.000 para pagar el funeral de su madre. Él ofrece llevarlo a Las Vegas y enseñarle a ganar dinero suficiente para sobrevivir. Aunque John es escéptico al principio, está de acuerdo con la propuesta de Sydney. Dos años más tarde, John, después de haber ganado el dinero para el funeral y más, se convirtió en el protegido de Sydney. Sydney es tranquilo, reservado, y muestra un cuidado paternal por John, que no es sofisticado y no es demasiado inteligente. John tiene un nuevo amigo llamado Jimmy (Samuel L. Jackson), que realiza trabajos de seguridad, y se siente atraído por Clementine (Gwyneth Paltrow), una camarera.
Sydney se encuentra con Clementine y se entera de que es una prostituta, y no es mucho más sofisticada que John. Aunque Clementine cree que Sydney podría querer acostarse con ella, Sydney realmente quiere construir una conexión entre ella y John. Él la invita a pasar una noche tranquila sola, en una habitación de la suite que comparte con John, y se despierta por la mañana para encontrar a los dos hablando juntos.
Esa noche, Sydney recibe una llamada telefónica nocturna de John, que lo convoca a un motel. Llega para encontrar a John y Clementine con un rehén, que es un cliente de Clementine que se había negado a pagarle $300. John revela que él y Clementine se habían casado impulsivamente, luego ella celebró vendiéndose al turista por sexo. La tensión aumenta porque John y Clementine ya han llamado a la esposa del rehén, amenazando con asesinarlo si no obtienen el dinero.
Sydney logra calmar la situación, aconsejando a John y Clementine que abandonen la ciudad y se dirijan a las cataratas del Niágara para su luna de miel. Después de que los dos se van, Sydney limpia la habitación del motel para eliminar cualquier evidencia.
A la noche siguiente, Sydney se enfrenta a Jimmy, quien amenaza con decirle a John que Sydney mató al padre de John hace años, a menos que Sydney le dé $10 000. Jimmy luego apunta un arma a Sydney, amenazando con matarlo si no le da el dinero. Van a la suite de Sydney y John, donde Jimmy explica que él es del este, donde escuchó historias de cómo Sydney era un gánster que mató al padre de John en Atlantic City. Sydney le da a Jimmy $6.000 en efectivo y se separan.
John llama desde un teléfono de carretera para actualizar a Sydney con respecto al viaje de luna de miel. Durante la llamada, Sydney le dice a John que lo ama como a un hijo. Finalmente, Sydney se cuela en la casa de Jimmy, esperando a que este llegue para matarlo y recuperar el dinero. Al día siguiente, Sydney regresa al restaurante donde encontró a John al principio de la película, allí se percata que hay una mancha de sangre en su camisa, la cual termina cubriendo con la manga de su saco.

## Reparto
- Philip Baker Hall como Sydney Brown
- Gwyneth Paltrow como Clementine
- John C. Reilly como John Finnegan
- Samuel L. Jackson como Jimmy